# Résistance (électricité)
Pour les articles homonymes, voir Résistance.
Cet article concerne la résistance en tant que concept physique. Pour le composant, voir Résistance (composant).
En électricité, on appelle résistance, selon le contexte :
- l'aptitude d'un matériau conducteur à s'opposer au passage d'un courant électrique sous une tension électrique donnée ;
- une propriété caractéristique de certains dipôles électriques, qui quantifie l'aptitude ci-dessus ;
  - la valeur de cette propriété pour tel ou tel de ces dipôles ;
- par métonymie, un composant électrique figurant parmi les dipôles électriques, conçu pour approcher de manière satisfaisante la loi d'Ohm dans une large plage d'utilisation et caractérisé par la propriété ci-dessus ;
- un modèle mathématique pour les éléments réels, qui respecte idéalement la loi d'Ohm.

## Propriété physique
La résistance électrique traduit la propriété d'un composant à s'opposer au passage d'un courant électrique (l'une des causes de perte en ligne d'électricité). Elle est souvent désignée par la lettre R et son unité de mesure est l'ohm (symbole : Ω). Elle est liée aux notions de résistivité et de conductivité électrique.
La résistance est responsable d'une dissipation d'énergie sous forme de chaleur. Cette propriété porte le nom d'effet Joule. Cette production de chaleur est parfois un effet souhaité (résistances de chauffage), parfois un effet néfaste (pertes Joule) mais souvent inévitable.
La conductivité, et son inverse, la résistivité, dépendent fortement de la température. Lorsqu'un dipôle est traversé par un courant électrique, sa résistance provoque un échauffement qui modifie sa température, laquelle modifie sa résistance. La résistance d'un dipôle dépend donc fortement des conditions d'utilisation.
La résistance a ceci de particulier que c'est une des rares caractéristiques physiques dont la plage de valeurs peut aller de 0 (supraconducteurs) à +∞ (isolants parfaits), même dans la pratique.

### Définition par l'électrocinétique
Lorsque l'on soumet une différence de potentiel U continue à un objet (exprimée en volts, V), on provoque une circulation de charges électriques quantifiée par l'intensité du courant I (exprimée en ampères, A). Si cette intensité n'est pas nulle, la résistance R est alors le rapport entre la différence de potentiel et l'intensité :
{\displaystyle \mathrm {R} ={\frac {\mathrm {U} }{\mathrm {I} }}}.
La résistance est exprimée en ohms, Ω. L'équation aux dimensions est la suivante :
[R] = L2⋅M⋅T-3⋅I-2
1 Ω = 1 m2⋅kg⋅s-3⋅A-2
Si les grandeurs ne sont pas continues, on peut toutefois appliquer cette loi en considérant les valeurs efficaces.
La loi d'Ohm postule que cette résistance est une caractéristique de l'objet et est indépendante de la différence de potentiel et de l'intensité du courant, ce qui n'est vrai que dans certains cas.

### Résistance d'un fil homogène
Pour un conducteur filiforme homogène, à une température donnée, il existe une relation permettant de calculer sa résistance en fonction du matériau qui le constitue et de ses dimensions :
{\displaystyle \mathrm {R} =\rho \cdot {\frac {l}{s}}={\frac {l}{{\gamma }\cdot {s}}}}
- ρ étant la résistivité en ohm-mètre (Ω·m) ;
- ℓ la longueur en mètres (m) ;
- s la section en mètres carrés (m2) ;
- γ la conductivité en siemens par mètre (S/m).

#### Démonstration
Hypothèses : Régime permanent et champ magnétique B négligé (loi d'Ohm locale utilisable).

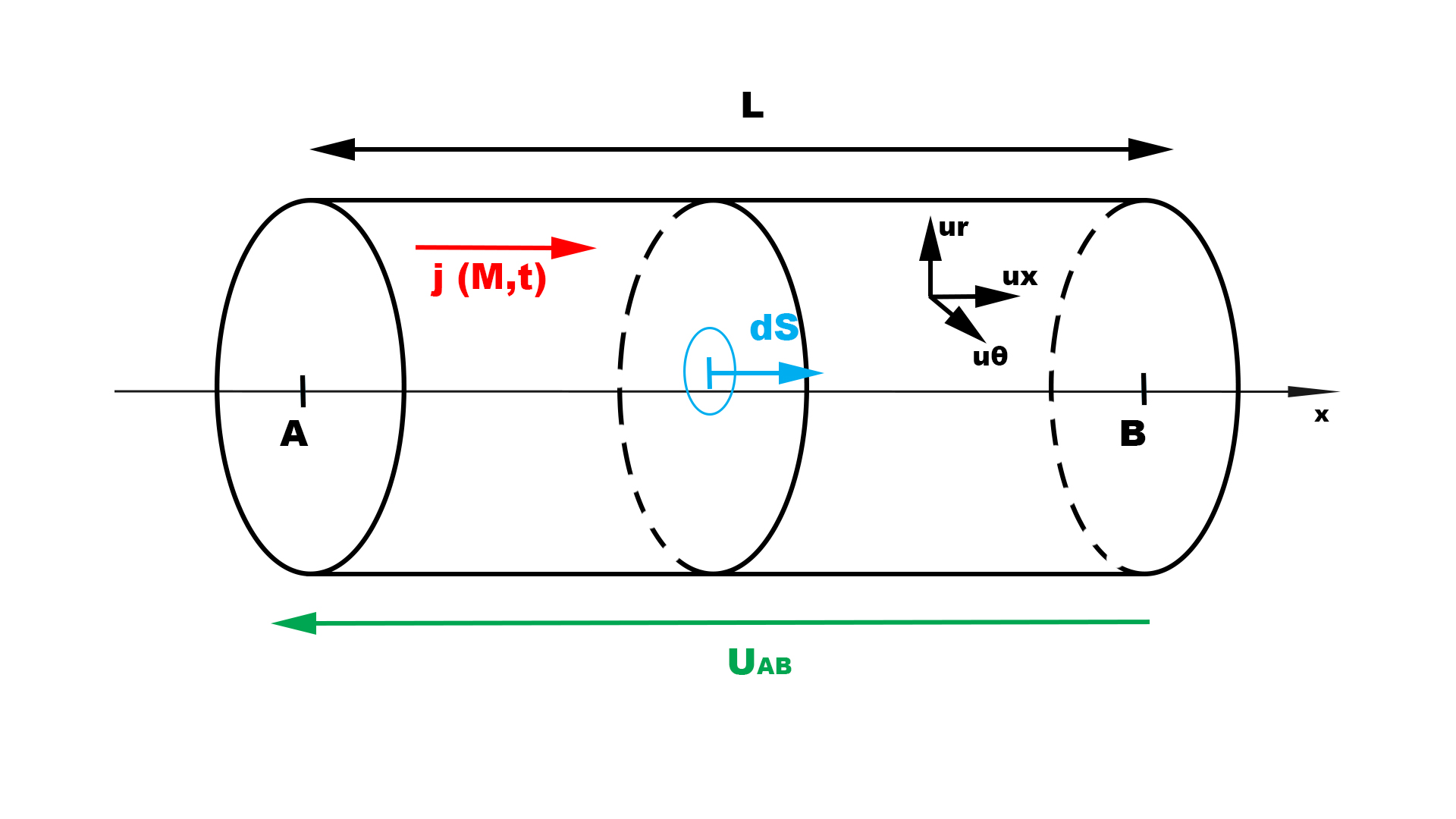
Modélisation résistance à 1 dimension.

Soit un cylindre de longueur L et de surface S muni d'un repère cylindrique avec :
- {\displaystyle {\overrightarrow {j(M,t)}}}le vecteur densité de courant en M à t.
- {\displaystyle {\overrightarrow {E(M,t)}}}le champ électrostatique en M à t.
- Loi d'Ohm locale : {\displaystyle {\overrightarrow {j(M,t)}}=\gamma .{\overrightarrow {E(M,t)}}}

Invariance du problème physique par rotation selon uθ, effets de bords négligés et régime permanent (indépendance du temps) :
{\displaystyle {\overrightarrow {j(M,t)}}={\overrightarrow {j(r,\theta ,x,t)}}={\overrightarrow {j(x)}}=j(x).{\overrightarrow {ux}}}
L'équation de conservation de la charge donne :{\displaystyle {\partial \rho  \over \partial t}+div({\overrightarrow {j}})=0}
En régime permanent, on a {\displaystyle {\partial \rho  \over \partial t}=0} et donc {\displaystyle div({\overrightarrow {j}})=0}. Par définition de div, on a {\displaystyle {\partial jx \over \partial x}+{\partial jy \over \partial y}+{\partial jz \over \partial z}=0}
Or, j ne dépend que de la variable x, donc {\displaystyle {\partial jy \over \partial y}=0} et {\displaystyle {\partial jz \over \partial z}=0}, d'où {\displaystyle {\partial jx \over \partial x}=0}, et par intégration {\displaystyle jx=cste=j}
Finalement {\displaystyle {\overrightarrow {j(M,t)}}=j.{\overrightarrow {ux}}}
On calcule l'intensité du courant {\displaystyle I_{ab}} :
{\displaystyle I_{ab}=\iint \limits _{S}{\overrightarrow {j(M,t)}}.{\overrightarrow {dS}}=\iint \limits _{S}j.{\overrightarrow {ux}}.dS.{\overrightarrow {ux}}=j\iint \limits _{S}dS=j.S}
De même, on calcule la tension électrique {\displaystyle U_{ab}} :
{\displaystyle U_{ab}=Va-Vb=\int _{b}^{a}dV=\int _{b}^{a}{\overrightarrow {grad(V)}}.{\overrightarrow {dl}}}
En régime permanant, {\displaystyle {\overrightarrow {E(M,t)}}=-{\overrightarrow {grad(V)}}} d'où {\displaystyle U_{ab}=\int _{b}^{a}-{\overrightarrow {E(M,t)}}.{\overrightarrow {dl}}=\int _{a}^{b}{\overrightarrow {E(M,t)}}.{\overrightarrow {dl}}}
Par la loi d'Ohm locale, on obtient : {\displaystyle U_{ab}=\int _{a}^{b}{{\overrightarrow {j(M,t)}} \over \gamma }.{\overrightarrow {dl}}=\int _{a}^{b}{j.{\overrightarrow {ux}} \over \gamma }.dl.{\overrightarrow {ux}}={j \over \gamma }\int _{a}^{b}dl={j \over \gamma }.L}
Finalement, {\displaystyle I_{ab}=j.S} et {\displaystyle U_{ab}={j.L \over \gamma }}
On obtient la résistance électrique {\displaystyle R} du fil homogène : {\displaystyle R={U_{ab} \over I_{ab}}={L \over \gamma .S}}

### Origine du phénomène
Le courant électrique est un déplacement de charges. Ces charges peuvent être des ions ou bien des électrons. Les porteurs de charge sont donc des particules matérielles. Leur mouvement peut être gêné par d'autres particules matérielles ; c'est en particulier le cas des ions dans une solution saline, l'effet Joule est alors assimilé à une puissance dissipée par force de frottement fluide. Les charges peuvent être également ralenties par les variations locales du champ électrostatique, c'est notamment le cas de la conduction électrique dans les solides : si la différence de potentiel impose un champ électrique global, l'hétérogénéité du milieu crée des variations locales. En particulier, dans un cristal, les noyaux des atomes ou ions sont des charges positives qui peuvent attirer ou repousser les charges en mouvement, et donc les ralentir. En anglais, resistor ou l'anglicisme résistor sont parfois employés. Par abus de langage le dipôle s'est donc fait appeler lui aussi « résistance » par la pratique. Cet usage est permis par les dictionnaires.
C'est un composant électronique qui permet d'augmenter volontairement la résistance (propriété physique) d'un circuit. Il est caractérisé par la proportionnalité entre l'intensité du courant qui le traverse et la tension entre ses bornes. Dans la pratique cette propriété ne se vérifie qu'approximativement à cause de la variation de résistivité avec la température du dipôle, en effet pour un conducteur métallique cette dernière croît de manière affine suivant la loi Matthiessen reliant ces deux grandeurs. Cette variation peut en principe être négligée la plupart du temps sauf lors de l'utilisation de certains dispositif tels que les thermo-résistances où l'intérêt réside en l'exploitation de cette loi pour mesurer la température d'un milieu. En revanche, dans le cas des matériaux semi-conducteurs on observe cependant une décroissance exponentielle suivant la relation de Steinhart-Hart qui est exploitée dans la plupart des thermistances. Ces phénomènes ne sont pas à confondre avec l'effet Seebeck qui sont à l'origine du principe des thermocouples mais qui n'influe en rien sur la résistivité d'un matériau.
Parmi ces composants, on distingue :
- les résistances de puissance dont le but est de produire de la chaleur, exemple : chauffage électrique. Généralement une plaque indique la tension nominale d'utilisation et la valeur de la puissance produite ;
- les résistances fixes dont le but est d'obtenir, dans un montage électronique, des potentiels ou des courants parfaitement déterminés en certains endroits du circuit. On indique alors par un code de couleur sa valeur de résistance et la précision de cette valeur. La puissance maximale qu'elle peut dissiper se devine (parfois) par sa taille. Ces résistances sont les seules à véritablement vérifier la loi d'Ohm dans un grand domaine d'utilisation (or elles ont été conçues après sa mort) ;
- les résistances variables qui permettent à un utilisateur d'ajuster un courant: rhéostat, potentiomètre ou transistor CMOS ;
- les dipôles dont la résistance varie avec une grandeur physique :
  - la température : CTN (résistance à coefficient de température négatif) et CTP (à coefficient de température positif),
  - l'éclairement : photorésistance,
  - les forces appliquées : jauge de contrainte, etc.

## Conducteur ohmique

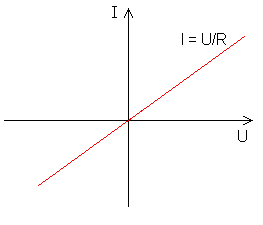
Caractéristique d'une résistance idéale : Courbe de I = f(U) = U/R.

Un conducteur ohmique est un modèle physique des composants électroniques sus-mentionnés (dipôles appelés « résisteurs » ou « résistances »). Un conducteur ohmique est un dipôle qui vérifie la loi d'Ohm :
U = R⋅I,
- I étant l'intensité du courant, en ampères, traversant la résistance, et
- U la tension, en volts, entre ses bornes.

La courbe représentative de la caractéristique d'une résistance est une droite passant par l'origine du repère.
Les termes de « résistance pure » ou de « résistance idéale » sont parfois utilisés.
En toute rigueur, aucun dipôle n'applique exactement la loi d'Ohm : la courbe U = ƒ(I) n'est pas exactement une droite, en particulier pour de fortes variations de U ou de I. Le conducteur ohmique est un modèle permettant de décrire les dipôles réels dans des conditions fixées.
Par ailleurs, la résistance d'un conducteur métallique n'est pas une constante. Elle dépend en particulier de la température ; ceci est bien approchée par la relation :
R = R0(1 + aθ + bθ2)
avec R0 un hypothétique conducteur ohmique modélisant le comportement du conducteur parfaitement thermostaté à la température de 0 K et θ la température en K.

## Lois d'électrocinétique
La résistance est un cas particulier de l'impédance, ou, plus précisément, la résistance R est la partie réelle de l'impédance complexe Z :
R = Re(Z)

### Expression de la puissance consommée
La puissance consommée par un conducteur ohmique de résistance R, qui constitue l'effet Joule, peut se calculer à partir de la loi de puissance électrique
P = U⋅I
et de la loi d'Ohm
U = R⋅I.
On a donc deux cas :
- soit on connaît U, la valeur efficace de la tension effectivement appliquée aux bornes du dipôle (cette dernière peut être différente de la tension délivrée par le générateur), on a alors :
 {\displaystyle \mathrm {P} ={\frac {\mathrm {U} ^{2}}{\mathrm {R} }}} ;
- soit, plus rarement, on connaît I, la valeur efficace de l'intensité du courant qui traverse effectivement le dipôle, et alors :
 {\displaystyle \mathrm {P} ={\mathrm {R} \cdot \mathrm {I} ^{2}}}.

### Résistances équivalentes
Les lois dites d’associations de résistances ne s'appliquent en toute rigueur qu'à des conducteurs ohmiques :
- en série : 
{\displaystyle \mathrm {R_{{\acute {e}}q}} =\mathrm {R} _{1}+\mathrm {R} _{2}}
- en parallèle : 
{\displaystyle {\frac {1}{\mathrm {R_{{\acute {e}}q}} }}={\frac {1}{\mathrm {R} _{1}}}+{\frac {1}{\mathrm {R} _{2}}}\Leftrightarrow \mathrm {R_{{\acute {e}}q}} ={\frac {\mathrm {R} _{1}\cdot \mathrm {R} _{2}}{\mathrm {R} _{1}+\mathrm {R} _{2}}}.}

#### Montages simples avec des résistances
- Circuit RLC
- Filtre (électronique)
- Diviseur de tension
- Pont de Wheatstone